# Digitální planetárium
Digitální planetárium je zařízením pro moderní formu popularizace astronomie a fyziky, nabízející virtuální pohled na vesmír, ale také na přírodu nebo historii (např. v podobě naučných dokumentů). V České republice jsou tato planetária zatím pouze ve větších městech, například v Praze, Brně, Liberci nebo Hradci Králové. Projekční systém v podobě výkonných projektorů a silných procesorů umožňuje živě i uměle komentovanou virtuální prohlídku hvězdné oblohy, průlety vesmírem, full-dome projekci filmů apod.

## Seznam digitálních planetárií v Česku
- Praha
- Brno
- Liberec
- Plzeň
- Opava
- Ostrava
- Hradec Králové
- České Budějovice